# 町田泉
町田 泉（まちだ いずみ）は、日本の芸能マネージャー、元子役である。 

## 人物
家族の疎開先である宮城県蔵王町にて出生。父親は興業関係の企画者、叔母は女優の津田まり子など、身内に芸能関係者が多かった関係から、1956年に劇団若草に入団。同期には松岡きっこ、二木てるみがいた。
劇団で研修を積んだ後、テレビドラマや教育映画などに出演するが、通学予定の中学が進学校である関係もあり、小学6年の時に劇団若草を退団。その後、『快傑ハリマオ』出演の依頼があり、学業と両立の条件で出演する。出演当時、街頭テレビで本作を何気なく見に行ったところ、出演者であることが気づかれてしまい、周囲に取り囲まれたという。
しかし、出演していたために成績が下降してしまい、1クールに出演したのみで降板。そのまま俳優業は引退した。ハリマオに関して2014年に発売された書籍のインタビューでは「現在でも関係者に対して迷惑をかけたという思いは強い」と語っている。
その後、ぷろだくしょんバオバブを立ち上げ、更にその後、アーツビジョンの代表取締役を2010年5月まで務めた。

## 出演作品

### テレビ
- 湖のいろは空の青[1]（1956年）
- 一丁目十一番地[1]
- 幽霊屋敷[1]
- 豹の眼[2]（1959年）
- 快傑ハリマオ第1部「魔の城」（1960年） - 太郎

### 舞台
- ある女の一生[2]（新橋演舞場）